# 政治社会化
政治社會化是個人學習並經常內化政治鏡頭的過程，該鏡頭構成了他們對權力如何安排以及周圍世界（和應該）如何組織的看法；這些看法反過來塑造和定義個人對他們是誰的定義，以及他們應該如何在他們所生活的政治和經濟制度中行事（參看社會化、社會規範與文化）。政治社會化也包含了人們獲取形塑其政治立場和思想（如意識形態）之價值和意見的過程；該主題聚焦於對各年齡層人們獲致政治認知、態度和行為之發展過程的研究。該主題也聚焦於一個運作良好的政治系統之規範和行為模式在代間傳遞之過程。這個過程使得個人被帶入政治文化之中，並且形成對於政治事務之取向。學校、媒體和國家在此過程中具有重大影響。政治社會化的功能包含但不限於支持政治系统之运作，以及维持政治生活等。

## 社會化的媒介
社會化的媒介有時被稱為體制，共同影響和塑造人們的政治和經濟規範和價值觀。這些機構包括但不限於：家庭、媒體、同儕、學校、宗教、職業和法律體制。

### 媒介
1. 家庭：家庭延續支持政治權威的價值觀，並可以極大地促成孩童最初的政治意識形態觀點或黨派認同。[3] 家庭對政治知識、政治認同、政治效能感和政治參與都有影響，並取決於家庭人口統計、生命週期、教養方式、撫養者的政治犬儒主義程度和政治討論頻率等變量。[4] 家庭塑造了个体的心理特征，决定着个人的政治态度，传递着一套规范和价值。家庭关系影响着人们成年后的政治行为。[1]
2. 學校：在學校度過多年的孩童被教導並強化某種特定世界觀，在美國即“特權資本主義和所有權、競爭性個人主義和民主”[2]，通過各種教育管道和機構，向學生傳授個人權利和財產、個人責任和對國家的義務等主要原則。学校对人们提供知识与理性根据，可巩固学生对共同体和国家的认同，教会人们的政治态度。[1]
3. 媒體：大眾媒體不僅是政治信息的來源；它是對政治價值觀和信仰的影響。各種媒體渠道，通過新聞報導和其他形式的傳播媒介，提供與政治參與相關的不同黨派政策立場等信息。[4]
4. 宗教：宗教信仰和實踐在政治觀點形成和政治參與中發揮作用。例如，在政治文化和宗教之間沒有明確區分的一些伊斯蘭社會中，這一點很明顯。宗教機構提供的神學和道德觀點塑造了對公共政策的判斷，並最終轉化為直接的“對政府事務的政治決策，例如財富的再分配、平等、對偏差的容忍和對個人自由的限制、刑事處罰、與家庭結構、性別角色和人類生命價值有關的政策” 。[5]
5. 政黨：Campbell 等學者指出，由於年齡、背景、權力等社會因素的對比，政黨對兒童的直接影響很小。[6]
6. 國家：國家是媒體機構的重要信息來源，有能力“告知、誤導或誤導媒體，從而影響公眾”，這種策略可稱為宣傳，以服務於政治或經濟議程[2]（參見議題設定）。
7. 同儕：同儕群體可增加对个人同化的影响。[1]

## 媒體的影響

### 對兒童的影響
政治社會化始於童年。一些研究表明，家庭和學校教師是影響兒童社會化的最大因素，但晚近研究設計更準確地估計了媒體在政治社會化過程中的高影響力。以美國為例，平均而言，幼兒和青少年每週花在電視和數字媒體上的時間比他們在學校花的時間還多。高中生將形成他們關於種族、戰爭、經濟和愛國主義的觀點和態度的信息更多地歸功於大眾媒體，而不是他們的朋友、家人或老師。研究還表明，與其他人相比，使用更多媒體的兒童對某些價值觀（如言論自由）表現出更大的支持和理解。這可能是因為兒童消費的媒體內容中有 80% 是針對成人觀眾的。此外，信息的影響更為強大，因為兒童的大腦是“學習的最佳時機”，因此更有可能從表面上理解信息和對世界的表徵。

### 對成年人的影響
媒體在政治社會化中的作用通過虛構和真實的媒體資源在成年期繼續存在。成年人更多地接觸娛樂中的新聞和政治信息；虛構娛樂是獲取政治信息的常見來源。從娛樂中獲得的信息最終成為人們判斷的價值觀和標準。
雖然媒體政治社會化是終生過程，但在青春期之後，人們的基本價值觀大多趨向定型。大多數人根據他們已經存在的價值觀來選擇他們所接觸的媒體，他們使用來自媒體的信息來重申他們的既有認知。研究表明，許多報紙讀者不知道他們的報紙在特定問題上的立場—而且大多數媒體報導很快就會被遺忘。一項政策民意研究表明，公眾更加關注媒體報導較多的問題，並形成對這些問題的集體意見。這表明大眾媒體對某個問題的關注會影響公眾輿論。更重要的是，廣泛接觸大眾傳媒導致「主流化」，使人們對於事物的觀點趨向一致。

### 模式
根據種族、民族、性別、年齡、收入、教育、地理區域和城市規模，存在不同的社會化模式。例如，一般來說，非洲裔美國人和西班牙裔美國人比白人更依賴電視獲取信息。收看日間電視節目的女性多於男性，收看體育節目的男性多於女性。年長的人比年輕人閱讀的報紙更多，而 12 到 17 歲的人（儘管他們消費媒體最多）消費的新聞最少。北方美國人聽廣播節目比南方美國人多。美國東岸的新聞媒體傾向於報導歐洲和中東的國際事務，美國西岸的新聞媒體更傾向於報導亞洲事務；這表明該區域影響媒體社會化的模式。收入水平也是一個重要因素；高收入家庭更多地依賴印刷媒體而不是電視，並且比大多數人消費更少的電視。
然而，歸根結底，信息的共同核心以及媒體對其的解釋導致了整個美國的共享知識和基本價值觀。大多數媒體娛樂和信息在全國範圍內變化不大，被各類受眾消費。儘管仍然存在分歧以及不同的政治信仰和黨派關係，但總體而言，民眾之間的意識形態差異並不大，因為媒體有助於就美國的基本民主原則達成廣泛共識。

## 也可以看看
- 團體迷思
- 輿論
- 政治文化